# Авиляна
Авиля̀на (на италиански: Avigliana; на пиемонтски: Vijan-a, Виян-а) е град и община в Метрополен град Торино, регион Пиемонт, Северна Италия. Разположен е на 383 m надморска височина. Към 1 януари 2020 г. населението на общината е 12 599 души, от които 748 са чужди граждани.

## Забележителности
- Савойски замък (Castello Sabaudo)
- Кули и крепостни стени (Torri e cinte murarie)
- Църква на Св. Йоан (Chiesa di San Giovanni)
- Църва на Св. Мария Маджоре (Chiesa di Santa Maria Maggiore)
- Ораториум на Иисус (Oratorio di Gesù)
- Укрепен дом на блажения Хумберт (Casaforte del Beato Umberto)
- Дом Сеноре (Casa Senore)
- Градски порти (Le porte della città)
- Църква на Св. Кръст (Chiesa di Santa Croce)
- Дом на блажения Хумберт (Casa del Beato Umberto)
- Часовникова кула (Torre dell'Orologio)
- Пл. Червеният граф (Piazza Conte Rosso)
- Пл. Св. Мария (Piazzetta Santa Maria)
- Църква на Св. Петър (Chiesa di San Pietro)
- Дом Кантамерло (Casa Cantamerlo)
- Дом на подкованата врата (Casa di porta ferrata)
- Кметство (Palazzo del Municipio)
- Кладенци на Авиляна (Pozzi di Avigliana)
- Параклис на Мадоната на милосърдието (Cappella della Madonna delle Grazie)
- Манастирско абатство 1515 / на Монртера (Certosa della Mortera)
- Църква на Св. Петър (Chiesa di San Pietro) – в град Авиляна, с великолепни стенописи от XI – XIV век, посещаема
- Светилище на Мадоната на езерата (Santurario della Madonna dei Laghi) – в град Авиляна, посещаемо
- Езера на Авиляна (Laghi di Avigliana): Голямо езеро и Малко езеро
- Природният парк на езерата на Авиляна (Parco naturale dei Laghi di Avigliana) – обхваща площ от над 400 хектара между историческия център на град Авиляна и Вал Сангоне

## Култура

### Музеи
- Музей на динамитна фабрика Нобел (Museo Dinamitificio Nobel)

### Религиозни центрове
- Католическа енорийска църква „Св. Йоан Кръстител и Св. Петър“ (Chiesa parrocchiale dei Santi Giovanni Battista e Pietro), 13 век, 19 век
- Католическа енорийска църква „Св. Мария Велика“ (Chiesa Parrocchiale di Santa Maria Maggiore), 70-те г. на 20 век[4]
- Католическа енорийска църква „Св. Анна“ (Chiesa Parrocchiale di Sant'Anna), 18 – 19 век, в Друбиалио
- Католическа църква „Благовещение на Дева Мария“ (Chiesa dell'Annunciazione di Maria Vergine), 8 – 12 век
- Католическа църква „Опечалената Мадона“ (Chiesa della Madonna Addolorata), 1800 г., в Бертаси
- Католическа църква „Рождение Богородично“ (Chiesa della Natività di Maria Vergine)
- Католическа църква „Св. Петър“ (Chiesa di San Pietro), 10 – 11 век
- Католически параклис „Св. Рох и Св. Себастиян“ (Cappella dei Santi Rocco e Sebastiano), 18 век
- Католически параклис „Блажени Керубино Теста“ (Cappella del Beato Cherubino Testa)
- Католически параклис „Мадоната на снега“ (Cappella della Madonna della Neve), 17 век, в Гранджа
- Католически параклис „Св. Плащаница“ (Cappella della Santa Sindone), 15 век
- Католически параклис „Св. Грат“ (Cappella di San Grato), 18 век, в Баталиоти
- Католически параклис „Св. Антоний от Падова“ (Cappella di Sant'Antonio di Padova), 18 – 19 век, в Кашина Гроса
- Католически параклис „Св. Мария на енорията“ (Cappella di Santa Maria della Parrocchia)
- Евангелска християнска църква „Божии асамблеи в Италия“ (Chiesa Cristiana Evangelica 'Assemblee di Dio in Italia' (A.D.I.)
- Евангелска християнска църква „Фарът“ (Chiesa Cristiana Evangelica 'Il Faro')
- Евангелска християнска църква „Елим“ (Chiesa Elim)[5]